# Halme basifusca
Halme basifusca är en skalbaggsart som beskrevs av Keiichi Kusama och Oda 1979. Halme basifusca ingår i släktet Halme och familjen långhorningar.
Artens utbredningsområde är Taiwan. Inga underarter finns listade i Catalogue of Life.